# Vedlejší postavy v Percym Jacksonovi
Toto je seznam vedlejších postav, které se vyskytly v knihách o Percym Jacksonovi.

## Clarisse La Rue
Clarisse je polobohyně, dcera boha války Árése. Poprvé se s ní setkáváme v prvním díle Percyho Jacksona, kde chce Percymu strčit hlavu do záchoda, ale Percy jí přemůže tím, že nechá záchody vybuchnout. Tím mezi nimi vzniká nenávist. Ve druhém díle jede Clarisse na výpravu za Zlatým rounem, a ač odmítá pomoc, nakonec ji potřebuje a spolu s Percym, Annabeth, Groverem a Tysonem se jí podaří získat Zlaté rouno. V třetím díle se spřátelí s Annabeth a v dalších dílech i s dcerou Afrodíty, Silenou Beauregardovou. Taky se zamiluje do poloboha jménem Chris Rodrigues. V pátém díle zabije drákona při bitvě na Manhattanu.

## Gabe Ugliano
Gabriel "Gabe" Ugliano (někdy Oriano) je hospodský povaleč, vášnivý hráč pokeru a prodavač v obchodě. Sally s ním žila, protože jeho pach překrýval ten Percyho, takže ho nestvůry nemohly najít. Po odchodu Percyho se stane středem pozornosti, dokonce za Percyho zatčení nabízí odměnu. Na konci knihy ho Percy zničí, když celému Los Angeles nabídne spotřebiče zdarma. Percy také nabídne své matce, že Gabemu ukáže hlavu Medusy, aby zkameněl, což Sally odmítne. Persy jí tam hlavu Medusy nechá, kdyby si to rozmyslela a chtěla nechat Gabeho zkamenět. Na konci knihy mu Sally napíše, že prodala svou první a poslední zahradní sochu s názvem ,hráč pokeru'.

## Křupan
Křupan je jedním z Laistrigonů, který se spolu s Morkocucem a Lebkožroutem vydal zabít Percyho ve škole v New Yorku v druhém dílu knihy. Jako jediný přežije poté, co omráčí Tysona, ale Annabeth ho zabije svým nožem. Křupan byl vůdcem Laistrogonů. 

## Nancy Bobofitová
Nancy Bobofitová je kleptomanka a žákyně internátní akademie Yancy. Je popsána jako zrzavá a pihatá dívka. Když Percy Jackson chodil do Yancy, šikanovala jeho nejlepšího kamaráda Grovera Underwooda. Když na výletě do Metropolitního muzea umění hodila na Grovera svou svačinu, Percy se rozzlobil a omylem jí pomocí vody hodil do kašny. Za to byl odveden paní Doddsovou, která se proměnila v lítici a zaútočila na něj. Zachránil ho pan Brunner (Cheirón v utajení), který Percymu hodil pero, které se proměnilo v meč, kterým Percy lítici probodl. Poté Nancy díky mlze zapomněla, kdo je to paní Doddsová, a myslela si, že Percyho potrestala paní Kerrová.

## Paul Blofis
Paul Blofis je učitelem angličtiny na střední Goodeově škole a Percyho nevlastní otec. Poprvé se s ním setkáváme ve třetím díle Percy Jackson a Prokletí titánů, kde začíná chodit s Percyho matkou Sally Jacksonovou. Ve čtvrtém díle Percy Jackson a Bitva o Labyrint Percy začne chodit na školu, kde Paul učí, a s Paulem se spřátelí. V tomto díle se ho také Paul zeptá, jestli si může vzít jeho matku za ženu, s čímž Percy souhlasí, jelikož vidí, jak je jeho matka s Paulem šťastná. Paulovi a Sally se dokonce narodí holčička Estelle Blofisová. Když se Paul dozví, že je Percy polobůh, nevěří tomu, dokud se v jeho bytě neobjeví Percy s pekelným psem. Později to ale přijme a o Percyho se upřímně bojí. Paul si také díky své sečtělosti rozumí s Annabeth Chaseovou, Percyho přítelkyní.

## Sally Jacksonová
Sally Estelle Jacksonová je Percyho matka. Jako jedna z mála smrtelníků vidí skrz mlhu která obklopuje bohy. Poté, co s Poseidonem počala dítě, které pojmenovala Perseus věděla, že se ho budou snažit zabít. Zachovala si chladnou hlavu a provdala se za Gabriela Ugliana, který překryl Perseův pach. Když bylo Percymu 12 let, utekla s ním do tábora, odkud ji unesl Hádes pomocí Mínotaura. Percy se jí vydá zachránit, ale nepovede se mu to. Nakonec jí Hádes propustí výměnou za přilbici temna. Použije Medusinu hlavu na Gabriela, kterého pak prodá galerii a začne nový život.
Její rodiče zemřeli při letecké nehodě, když jí bylo pět let. Od té doby se o ní staral strýc, který se o ní ale moc nezajímal. Sally se chtěla stát spisovatelkou, ale kvůli strýcově nemoci nedokončila střední školu. Pracuje v cukrárně a Percymu nosí ochutnávky. S Poseidonem se potkala na pláži v Montuaku a strávila s ním jedno léto. V třetím díle začne chodit s učitelem Paulem Blofisem, se kterým má dceru Estelle Jacksonovou-Blofisovou. V knize Percy Jackson a Hněv Trojhlavé bohyně zjistíme, že Sally se mohla stát čarodějkou, pokud by se narodila dříve.